# Кавана, Кейти
Ке́йти Ка́вана (англ. Katy Cavanagh), настоящее имя — Кэ́трин Са́ра Ко́ллинз (англ. Kathryn Sarah Collins; 12 декабря 1973, Норт-Шилдс, Тайн-энд-Уир, Англия, Великобритания) — английская актриса.

## Биография
Кэтрин Сара Коллинз родилась 12 декабря 1973 года в Норт-Шилдсе (графство Тайн-энд-Уир) в семье директора школы. Выросла в Болтоне (графство Большой Манчестер).

## Карьера
Кейти дебютировала в кино в 1997 году, сыграв роль миссис Вэсси в эпизоде «Незнакомцы» телесериала «Уайклифф». Всего Кавано сыграла в 29-ти фильмах и телесериалах.

## Личная жизнь
Кейти замужем за кинорежиссёром Крисом Джапом. У супругов есть трое детей: сын Ноа Джуп (род. 2005), дочь Джемма Джуп (род. 2007) и ещё один сын — Джейкоби Джап (род. в июле 2013).

## Избранная фильмография
| Год       |   | Русское название          | Оригинальное название | Роль                                  |
| --------- | - | ------------------------- | --------------------- | ------------------------------------- |
| 1997      | с | Уайклифф                  | Wycliffe              | миссис Вэсси                          |
| 2000—2008 | с | Чисто английское убийство | The Bill              | Линн Гиббс/Мария Клайн/Линда Джонсон  |
| 2004      | с | Дэлзил и Пэскоу           | Dalziel and Pascoe    | детектив-сержант Дон «Спайк» Миллиган |
| 2006      | с | Бесстыдники               | Shameless             | Ширли Лоусон                          |
| 2008—2013 | с | Coronation Street         | Coronation Street     | Джули Карп                            |